# آنری دگلان
آنری دگلان (انگلیسی: Henri Deglane; ۲۲ ژوئن ۱۹۰۲ – ۷ ژوئیهٔ ۱۹۷۵) کشتی‌گیر اهل فرانسه بود که در بازی‌های المپیک موفق به کسب ۱ مدال طلا شد.